# 러드두더지쥐
러드두더지쥐(Tachyoryctes ruddi)는 소경쥐과에 속하는 설치류의 일종이다. 케냐와 우간다에서 발견된다. 자연 서식지는 아열대 또는 열대 기후 지역의 습윤 저지대 숲과 습윤 산지 숲, 고지대 초원, 농지, 목초지, 농장, 크게 악화된 이전의 숲이다. 일부 분류학자들은 동아프리카두더지쥐(T. splendens)와 같은 종으로 간주하기도 한다.